# Parçay-sur-Vienne
Parçay-sur-Vienne település Franciaországban, Indre-et-Loire megyében. Lakosainak száma 621 fő (2022. január 1.). Parçay-sur-Vienne Chezelles, Crouzilles, Pouzay, Rilly-sur-Vienne, Theneuil és Trogues községekkel határos.

## Népesség
A település népességének változása:
| Lakosok száma | 590  | 516  | 515  | 617  | 651  | 650  | 644  | 636  | 632  | 621  |
|               | 1968 | 1982 | 1990 | 2006 | 2013 | 2015 | 2017 | 2019 | 2020 | 2022 |